# استچاک

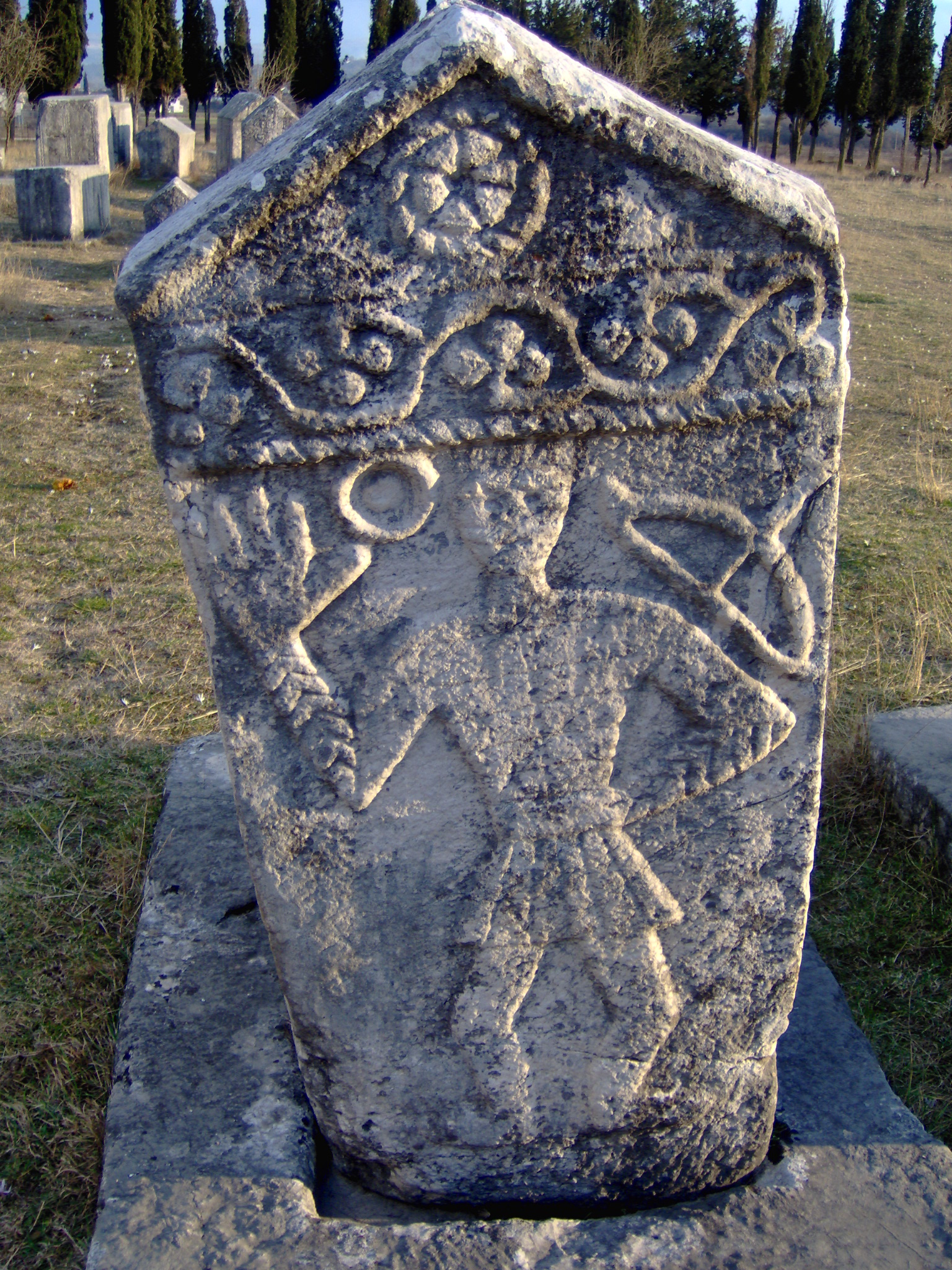
استیکاک در نکروبولیس رادیملا

استچاک نام سنگ قبرهای مربوط به دوران قرون وسطایی است که در بوسنی و هرزگوین و مناطق مرزی کرواسی، مونته‌نگرو و صربستان پراکنده‌است. حدود ۶۰٬۰۰۰ مورد در مرزهای بوسنی و هرزگوین مدرن یافت شده‌است و مابقی ۱۰٬۰۰۰ مورد در کرواسی (۴٬۴۰۰)، مونته‌نگرو (۳۵۰۰) و صربستان (۲٬۱۰۰) در بیش از ۳٬۳۰۰ سایت بیش ۹۰٪ در وضعیت بدی قرار دارند.
یکی از بهترین مجموعه حفظ شده از این سنگ قبرها به نام Radimlja، غرب Stolac در بوسنی و هرزگوین است.
استچاکی در سال ۲۰۱۶ به عنوان میراث جهانی یونسکو به نگارش درآمده است. این مجموعه شامل ۴٬۰۰۰ سنگ قبر در ۲۸ مجموعه است - ۲۲ مورد از بوسنی و هرزگوین، دو مورد از کرواسی، سه مورد از مونته‌نگرو و سه مورد از صربستان در این فهرست قرار دارند.